# 库普吕
库普吕（法語：Coupru，法語發音：[kupʁy]）是法国皮卡第大区埃纳省的一个市镇，属于蒂耶里堡区。

## 地理
库普吕（49°1'51"N, 3°16'20"E）面积7.82 平方千米，位于法国上法蘭西大區埃纳省，该省份为法国北部内陆省份，北起北部省，西接索姆省和瓦兹省，东临阿登省和马恩省，西南至塞纳-马恩省，东北部与比利时接壤。
与库普吕接壤的市镇（或旧市镇、城区）包括：贝聚勒盖里、马恩河畔沙尔利、栋普坦、马恩河畔埃索姆、吕西勒博卡日、奥尔苏瓦地区马里尼。

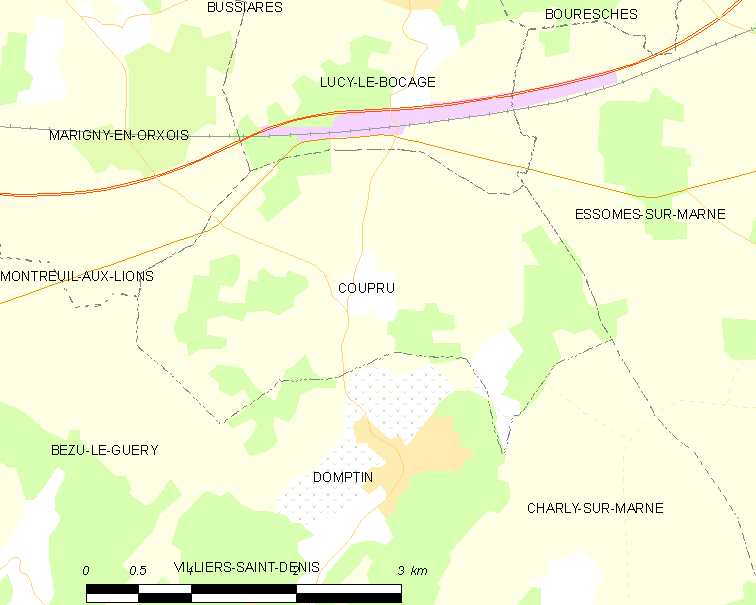
库普吕的OSM定位图

库普吕的时区为UTC+01:00、UTC+02:00（夏令时）。

## 行政
库普吕的邮政编码为02310，INSEE市镇编码为02221。

## 政治
库普吕所属的省级选区为马恩河畔埃索姆县。

## 人口

1962-2008年间库普吕人口变化图示

库普吕于2022年1月1日时的人口数量为159人。